# Sortehavets Helte
Sortehavets Helte (russisk: Адмирал Нахимов) er en sovjetisk film fra 1947 af Vsevolod Pudovkin.
Filmen beskriver admiral i Den kejserlige russiske flåde Pavel Nakhimovs liv og levned. 

## Medvirkende i udvalg
- Aleksej Dikij som Admiral Nakhimov
- Ruben Simonov som Pasha Osman
- Leonid Knjazev som Pjotr Koshka
- Boris Olenin som Jean-Jacques Pelissier
- Vsevolod Pudovkin som Aleksander Mensjikov